# Marathon masculin aux championnats du monde d'athlétisme 1999
Navigation
Athènes 1997 Edmonton 2001
L'épreuve du marathon masculin des championnats du monde d'athlétisme 1999 s'est déroulée le 28 août 1999 dans les rues de Séville, en Espagne, avec une arrivée au Stade olympique. Elle est remportée par l'Espagnol Abel Antón.

## Résultats
| Rang               | Athlète              | Pays           | Temps           | Notes |
| ------------------ | -------------------- | -------------- | --------------- | ----- |
| Médaille d'or      | Abel Antón           | Espagne        | 2 h 13 min 36 s |       |
| Médaille d'argent  | Vincenzo Modica      | Italie         | 2 h 14 min 03 s |       |
| Médaille de bronze | Nobuyuki Sato        | Japon          | 2 h 14 min 07 s |       |
| 4                  | Luis Novo            | Portugal       | 2 h 14 min 27 s | SB    |
| 5                  | Danilo Goffi         | Italie         | 2 h 14 min 50 s |       |
| 6                  | Atsushi Fujita       | Japon          | 2 h 15 min 45 s |       |
| 7                  | Koji Shimizu         | Japon          | 2 h 15 min 50 s |       |
| 8                  | Martín Fiz           | Espagne        | 2 h 16 min 17 s |       |
| 9                  | Simon Biwott         | Kenya          | 2 h 16 min 20 s |       |
| 10                 | Daniele Caimmi       | Italie         | 2 h 16 min 23 s |       |
| 11                 | Gezahegne Abera      | Éthiopie       | 2 h 16 min 42 s |       |
| 12                 | Gemechu Kebede       | Éthiopie       | 2 h 16 min 44 s |       |
| 13                 | Ambesse Tolosa       | Éthiopie       | 2 h 16 min 45 s |       |
| 14                 | Mostafa El Damaoui   | Maroc          | 2 h 16 min 49 s |       |
| 15                 | Gert Thys            | Afrique du Sud | 2 h 17 min 13 s |       |
| 16                 | Simon Mphulanyane    | Afrique du Sud | 2 h 17 min 38 s |       |
| 17                 | Makhosonke Fika      | Afrique du Sud | 2 h 17 min 47 s |       |
| 18                 | Akira Manai          | Japon          | 2 h 17 min 56 s |       |
| 19                 | Jean-Pierre Monciaux | France         | 2 h 18 min 07 s |       |
| 20                 | Roberto Barbi        | Italie         | 2 h 18 min 13 s |       |

## Légende
Records et Performances
- AR : Record continental (area record)
- CR : Record des championnats (championship record)
- MR : Record du meeting (meet record)
- NR : Record national (national record)
- OR : Record olympique (olympic record)
- PR : Record paralympique (paralympic record)
- PB : Record personnel (personal best)
- SB : Meilleure performance personnelle de la saison (season's best)
- WL : Meilleure performance mondiale de l'année (world leader)
- WJR : Record du monde junior (world junior record)
- WR : Record du monde (world record)

Circonstances et Conditions
- DNF : N'a pas terminé (did not finish)
- DNS : N'a pas pris le départ (did not start)
- DQ : Disqualification (disqualification)
- NM : Aucun essai valable enregistré (No Mark)
- Q : Qualifié « directement » au prochain tour (ou à la prochaine compétition), lors d'une compétition majeure, grâce au classement ou à la réalisation des minima (automatic qualifier)
- q : Qualifié au prochain tour (ou à la prochaine compétition), lors d'une compétition majeure, grâce au repêchage ou à la réalisation de l'une des meilleures performances parmi celles des « non qualifiés directement » (grâce au meilleur temps ou à la meilleure distance par exemple) (secondary qualifier)